# Udo Müller (Forstwissenschaftler)
Karl Udo Müller (* 9. November 1864 in Danndorf/Mainleus; † 20. Oktober 1923 in Freiburg/Br.) war ein deutscher Forstwissenschaftler und Hochschullehrer.

## Leben und Wirken
Udo Müller studierte Forstwissenschaft an der Forstakademie Tharandt in Dresden von 1885 bis 1888 und 1887/89 an der Universität Leipzig. Zunächst arbeitete er anschließend von 1888 bis 1891 als Forstdiätar in Sachsen und legte 1891 die forstliche Staatsprüfung ab. Anschließend arbeitete er an der Forsteinrichtungsanstalt in Dresden bis 1892, danach war er bis 1894 Assistent an der Technischen Hochschule Karlsruhe. An der Eberhard Karls Universität Tübingen wurde er 1894 bei dem Forstwissenschaftler Friedrich von Graner promoviert. Von 1894 bis 1904 lehrte er als außerordentlicher Professor für Forstwissenschaft an dieser Hochschule, bis 1920 dann als ordentlicher Professor. Im Amtsjahr 1915/16 wurde Müller Rektor der Technischen Hochschule Karlsruhe und wurde 1916 zum Geheimen Hofrat ernannt. Schließlich lehrte er von 1920 bis 1923 Forstwissenschaft an der Universität Freiburg/Br. und war dort Dekan der Forstlichen Fakultät.
Sein dreibändiges „Lehrbuch der Holzmeßkunde“ erschien während seines Wirkens in drei Auflagen.

## Veröffentlichungen
- Über Staatswaldveräusserungen. Dissertation Universität Tübingen 1894.
- Lehrbuch der Holzmeßkunde. Drei Bände. Haberland, Leipzig 1899–1901 (3. Aufl. Parey, Berlin 1923).
- Die Glasersche Waldwertrechnung. Laupp, Tübingen 1915.